# Kalimantan occidental
Kalimantan occidental ou Kalimantan Ouest (en indonésien Kalimantan Barat, parfois abrégé Kalbar) est une province d'Indonésie située dans l'île de Bornéo. Elle s'étend entre 108° et 114° de longitude est et entre 2° 6' de latitude nord et 3° 5' de latitude sud. Elle est donc traversée presque en son milieu par l'équateur. Elle est bordée à l'ouest par la mer de Chine du Sud, à l'est par les provinces de Kalimantan central et de Kalimantan oriental et au nord par la frontière internationale avec la Malaisie.
La superficie de la province est de 147 037,04 km2. Sa population était de 5,56 millions d'habitants en 2023. Sa capitale et plus grande ville est Pontianak.

## Divisions administratives
La province est constituée de douze kabupaten :
- Bengkayang (Bengkayang)
- Kapuas Hulu (Putussibau)
- Kayong du Nord (Sukadana)
- Ketapang (Ketapang)
- Kubu Raya (Sungai Raya)
- Landak (Ngabang)
- Melawi (Nanga Pinoh)
- Pontianak (Mempawah)
- Sambas (Sambas)
- Sanggau (Sanggau)
- Sekadau (Sekadau)
- Sintang (Sintang)

et deux kota : 
- Pontianak
- Singkawang

## Population

### Informations générales
Les principaux groupes dans la province sont les Malais, les Dayaks et les Chinois. La présence de ces derniers remonte à la fin du XVIIIe siècle, quand les Chinois commencent à s'intéresser à l'or dans l'intérieur. Ces Chinois sont essentiellement d'origine Teochew, les plus nombreux, et Hakka. Les plus importantes communautés sont à Singkawang, à environ 250 km au nord de Pontianak, la capitale provinciale, où les Chinois forment quelque 43 % de la population de la ville (151 600 habitants en 2004), et à Pontianak, où ils constituent environ 24 % de la population (464 500 habitants en 2004).
Il y a aussi de fortes minorités de transmigrants madurais et javanais.

### Religion
|                | Quantité  | %      |
| -------------- | --------- | ------ |
| Islam          | 3 359 978 | 60,46% |
| Catholicisme   | 1 227 718 | 22,09% |
| Protestantisme | 648 321   | 11,67% |
| Bouddhisme     | 301 196   | 5,42%  |
| Confucianisme  | 16 496    | 0,30%  |
| Autres         | 3 568     | 0,07%  |

## Personnalités liées à la province
- Agustinus Agus, Archevêque de Pontianak depuis 2014.

## Histoire
Le royaume de Sukadana, dont le nom subsiste dans celui de plusieurs kecamatan (districts) de la province, est attesté dès le XIVe siècle. Le Nagarakertagama, un poème épique écrit en 1365 dans le royaume javanais de Majapahit, le mentionne en effet parmi les quelque cent « contrées tributaires » du royaume. En réalité, le territoire contrôlé par Majapahit ne s'étendait que sur une partie de l'est et du centre de Java. Les contrées tributaires étaient en fait des comptoirs formant un réseau commercial dont Majapahit était le centre.
Avec l'essor, au XVe siècle, du sultanat de Malacca comme principal port d'Asie du Sud-Est, l'islam se diffuse sur les côtes de Bornéo. Dans les années 1620, Sukadana est vassale de la principauté de Surabaya dans l'est de Java.
En 1771 un aventurier arabe, Syarif Abdul Rahman Al Kadri, attiré par des rumeurs sur l'existence de mines de diamant dans la région, fonde Pontianak sur l'emplacement d'un ancien comptoir maritime. Il s'allie à la VOC (Vereenigde Oostindische Compagnie ou « Compagnie néerlandaise des Indes orientales ») , qui le reconnaît comme sultan de Pontianak en 1779.
Peu de temps après la fondation du sultanat, en 1775, des Chinois fondent une kongsi (association économique) pour exploiter l'or dans l'intérieur.
Au début du XIXe siècle, l'ouest de Bornéo est marqué par la rivalité entre Anglais et Néerlandais. Les Néerlandais signent des traités avec les différents États de la côte, dont le sultanat de Pontianak. Cet intérêt néerlandais pour la région se heurte à la résistance des kongsi chinoises qui contrôlent les mines d'or de l'intérieur.
L'expansion de Pontianak, avec l'appui des Néerlandais, est marquée par la prise de Sambas dans le nord aux Bugis et la destruction de Sukadana dans le sud. Pontianak est en concurrence avec l'État pirate de Sambas pour le contrôle des habitants de l'amont des fleuves et des entreprises chinoises (kongsi) qui exploitent les mines d'or et de diamants. Puis les Néerlandais se retirent de Pontianak.

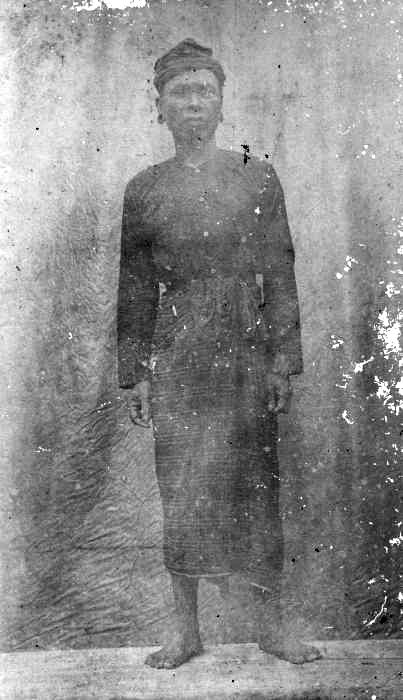
Raden Demang Behe, chef des Ot Danum de l'Ambalu (haut Melawi) vers 1900

### LaWesterafdeling Borneo

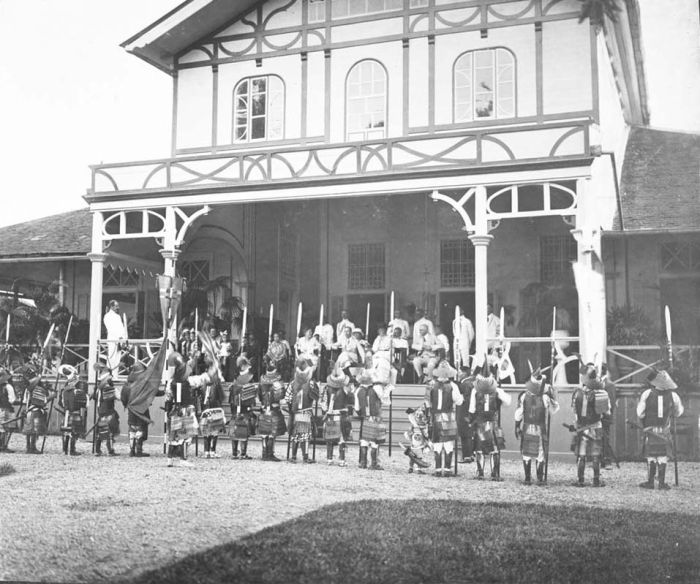
Cérémonie donnée par le resident de Pontianak à l'occasion de la visite du gouverneur-général Johan-Paul Comte van Limburg Stirum (vers 1920)

En 1938, une ordonnance gouverneur général des Indes néerlandaises établit que le territoire néerlandais de Bornéo, dont le gouvernement siège à Banjarmasin, est divisé en westerafdelingen (divisions administratives, dont l'une est la Westerafdeling Borneo ("division occidentale de Bornéo"), dirigée par un resident, avec comme chef-lieu Pontianak.
En 1957, le gouvernement indonésien entérine la création de Kalimantan oriental comme province distincte à Kalimantan. La loi qui porte cette création stipule également la création de deux autres provinces, Kalimantan du Sud et Kalimantan oriental.

## Le territoire spécial de Kalimantan occidental
Lors de la création de la république des États-Unis d'Indonésie le 14 décembre 1949, le sultan Hamid II de Pontianak est le signataire représentant un "territoire spécial de Kalimantan occidental" (Daerah Istimewa Kalimantan Barat) correspondant à la province actuelle.

La république des États-Unis d'Indonésie, 14 décembre 1949-17 août 1950 (en rouge, la république d'Indonésie proprement dite)

Il est divisé en kabupaten (départements) :
- Landak

## Tourisme
- Pontianak : Les quelques curiosités sont le palais de Kadariah (des Kadri, nom de la lignée des sultans) dans le quartier de Kampung Dalam, le musée provincial et le marché flottant. On trouve la plage à Kijing et sur l'île de Temajoh. Il y a aussi à Pontianak un "Monument de l'Équateur".
- Dans le village de Saham non loin de Pontianak, on trouve une betana ou "maison longue" traditionnelle dayak. Longue de 186 m et large de 6 m, elle est habitée par près de 70 personnes.
- Pasir Panjang : À 17 km de Singkawang dans le département de Sambas se trouve la plage de Pasir Panjang, où on trouve des logements confortables. Dans les collines au-dessus de Singkawang, Gunung Poteng est un lieu frais et agréable pour les amoureux de la nature.
- Sambas : On y trouve le palais, bien préservé, des sultans de Sambas, qui contient quelques antiquités.

## Environnement

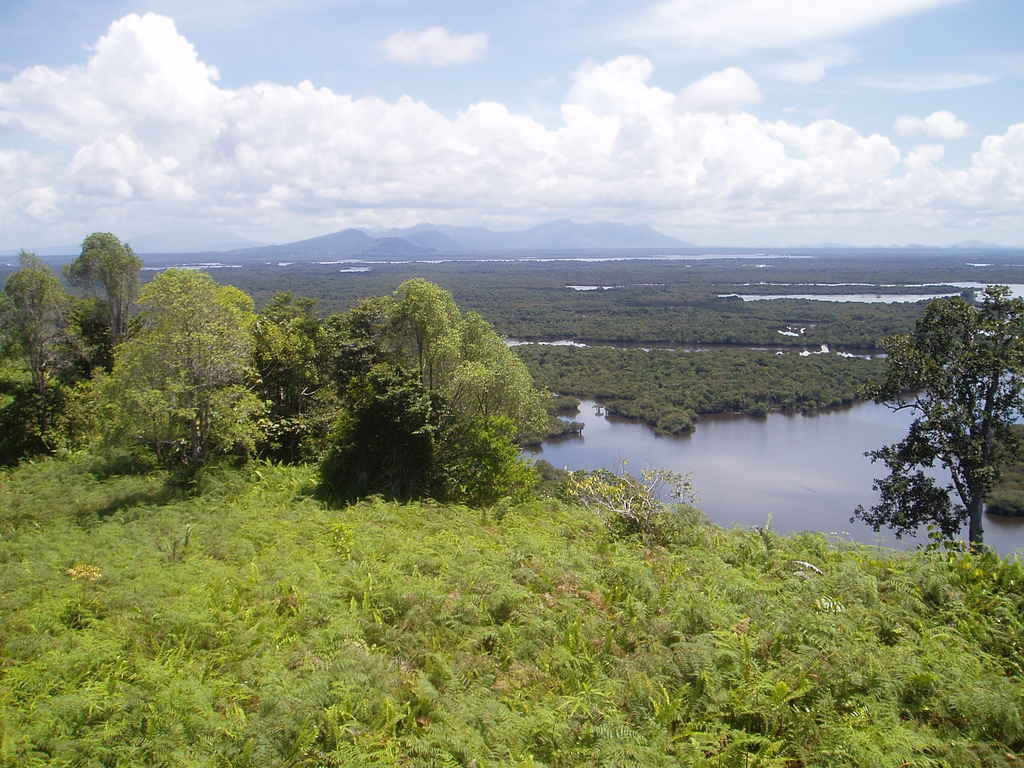
Le lac Sentarum

- Le parc national de Gunung Palung dans le kabupaten de Ketapang couvre aussi bien des régions de marécages que de la foret tropicale. C'est l'un des rares endroits où l'orang-outan vit encore en liberté.

Dans le kabupaten de Singkawang, on peut observer la fleur géante Rafflesia à Raya Pasi.
- La forêt de Sanggau a des sources chaudes, des lacs et des grottes
- Les forêts de Baning et Kelam se trouvent dans le kabupaten de Sintang
- La forêt de Bentuang Karimun et le lac Sentarum sont dans le kabupaten de Kapuas Hulu.